# 547666 Morgon
547666 Morgon este o planetă minoră (asteroid) din centura de asteroizi. A fost descoperită pe 3 martie 2005 la Nogales de Jean-Claude Merlin⁠(d). 
Obiectul prezintă o orbită caracterizată de o semiaxă mare de 2,2326471691948 UAi, o excentricitate de 0,13732734116758, o înclinație de 4,3068019436054 ° în raport cu ecliptica.